# Fiona Fung

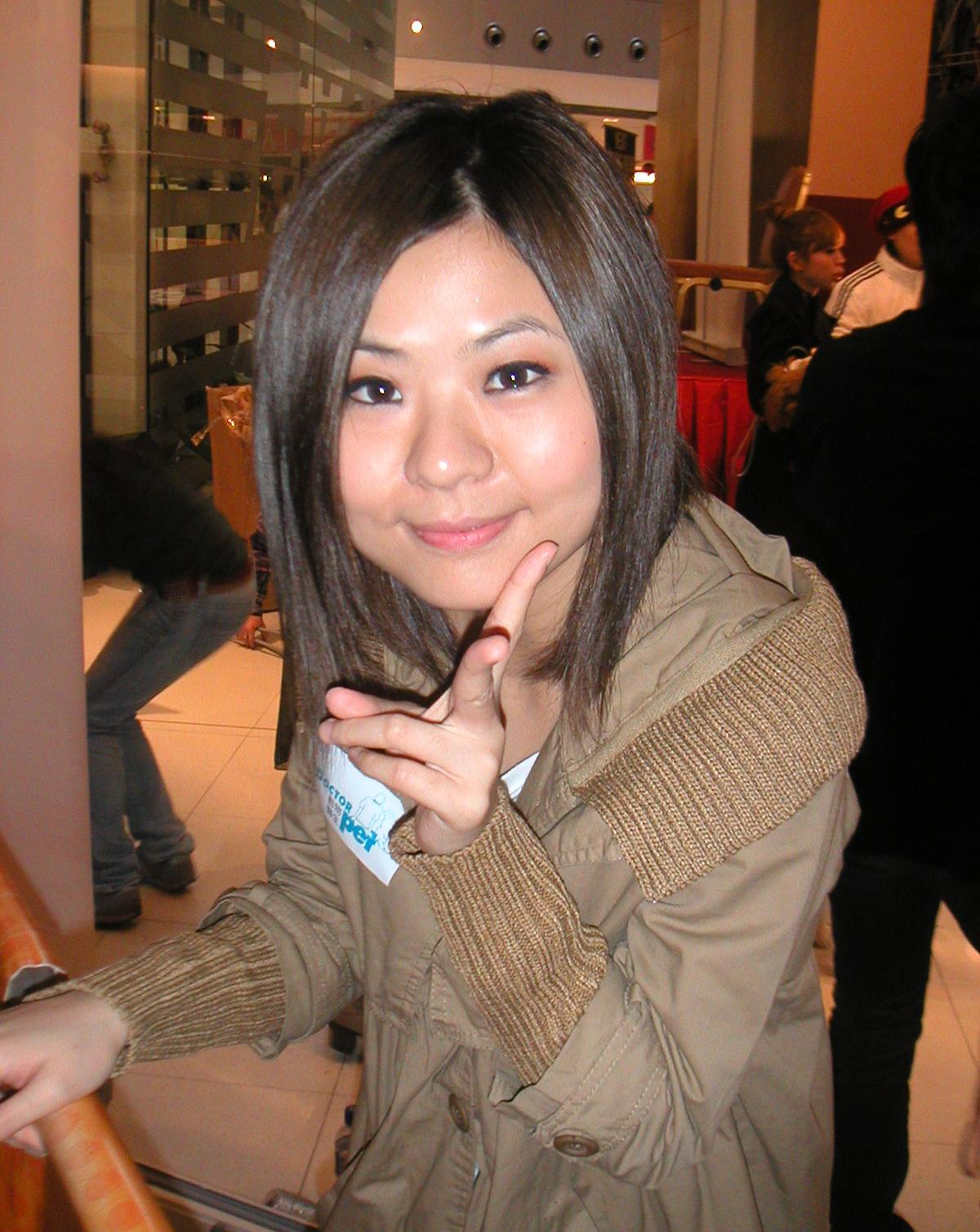
Fiona Fung (2009)

Fiona Fung, eigentlich Fung Hei-yu, chinesisch 馮曦妤, Pinyin Féng Xīyú (* 14. Dezember 1983 in Hongkong) ist eine chinesische Sängerin.

## Leben und Karriere
Fiona Fung startete ihre Karriere als Backgroundsängerin und im Bereich der Filmmusik. Sie arbeitete am Soundtrack des Filmes Infernal Affairs aus dem Jahr 2002. Nachdem sie von Sony Music unter Vertrag genommen worden war, veröffentlichte sie 2008 ihr erstes Album. Im Jahr 2010 erschien ihr zweites Album. Im gleichen Jahr gab sie ihr erstes Konzert in Hongkong. Fiona Fung singt in Kantonesisch, Mandarin, englischer und japanischer Sprache.

## Diskografie
- 2008: A little love (Sony Music)[2]
- 2010: Sweet Melody (Sony Music)[3]